# جزر غالاباغوس
جزر غالاباغوس (بالإسبانية: Archipiélago de Colón أرخبيل كولومبوس) جزء من جمهورية الإكوادور، وهي أرخبيل من جزر بركانية موزعة على جانبي خط الاستواء في المحيط الهادئ تحيط بمركز النصف الغربي للكرة الأرضية على بعد 906 كم (563 ميل) غرب دولة الإكوادور. تشتهر هذه الجزر بعدد كبير من الأنواع المستوطنة وقد درسها تشارلز داروين خلال الرحلة الثانية لسفينة البيغل. ساهمت ملاحظاته فيها في ظهور نظرية داروين للتطور عن طريق الانتقاء الطبيعي.
تشكل جزر غالاباغوس والمياه المحيطة بها مقاطعة غالاباغوس في الإكوادور ومتنزه غالاباغوس الوطني ومحمية غالاباغوس البحرية. تعتبر اللغة الإسبانية اللغة الرسمية في الجزر. يبلغ عدد سكانها أكثر من 25000 نسمة.
حدثت أول زيارة مسجلة إلى الجزر عن طريق الصدفة في عام 1535 عندما فوجئ أسقف بنما فراي توماس دي بيرلانغا بهذه الأرض غير المكتشفة خلال رحلة متجهة إلى بيرو لحل نزاع بين فرانسيسكو بيزارو ودييجو دي ألماجرو. عاد دي بيرلانغا لاحقًا إلى الإمبراطورية الإسبانية ووصف الجزر والحيوانات التي كانت تسكنها. رُسمت مجموعة الجزر وسُميت في أطلس إبراهام أورتيليوس الذي نُشر في عام 1570. تم وضع أول خريطة للجزر في عام 1684 بواسطة القرصان ويليام أمبروز كاولي والذي سمّى بعض الجزر على أسماء بعض أتباعه من القراصنة أو أسماء الملوك البريطانيين والنبلاء. استخدمت هذه الأسماء في خرائط الملاحة الرسمية للجزر التي تم إعدادها أثناء رحلة سفينة بيغل بقيادة الكابتن روبرت فيتزروي وفي كتاب داروين الشهير رحلة البيغل. استولت جمهورية الإكوادور الجديدة على الجزر من السيطرة الإسبانية في عام 1832 ومن ثم أعطتها أسماء إسبانية رسمية. بقيت الأسماء القديمة قيد الاستخدام في المنشورات المكتوبة باللغة الإنجليزية بما في ذلك رواية (الجزر المسحورة) من تأليف هرمان ميلفيل في عام 1854.

## الطبقات الأرضية
استمر النشاط البركاني في جزر غالاباغوس منذ 20 مليون عامًا على الأقل وربما لفترة أطول. أدى عمود الوشاح أسفل صفيحة نازكا (صفيحة متحركة شرقًا بسرعة 51 كم كل مليون سنة) إلى رفع منصة بسمك 3 كيلومترات تحت سلسلة الجزر والجبال البحرية. تشمل المعالم التكتونية الرئيسية في هذه المنطقة (بالإضافة إلى أرخبيل غالاباغوس) مقاطعة غالاباغوس الشمالية البركانية بين الأرخبيل ومركز انتشار الجزر (GSC) والتي تقع على بعد 200 كم إلى الشمال عند حدود صفيحة نازكا وصفيحة كوكوس. يقع مركز الانتشار في سلسلة منحدرات شرق المحيط الهادئ في الغرب وتحده جبال كوكوس وجبال كارنيجي في الشرق. ويقع مركز غالاباغوس البركاني على الحدود الشمالية لمقاطعة المحيط الهادئ في حين يقع المركز البركاني الشرقي على الحدود الجنوبية.

## المناخ
على الرغم من أنَّ الجزر تقع على خط الاستواء لكن تيار همبولت يجلب الماء البارد لها مما يتسبب في هطول أمطار بشكل متكرر خلال معظم أيام السنة. يتأثر الطقس بشكل دوري بظاهرة إل نينو التي تحدث كل 3 إلى 7 سنوات وتتميز بدفء درجات حرارة مياه البحر وارتفاع مستوى سطحها وزيادة حركة الأمواج ونقص العناصر الغذائية في الماء.
تكون درجة حرارة البحر خلال الفترة الممتدة من شهر حزيران إلى تشرين الثاني 22 درجة مئوية (72 درجة فهرنهايت)، وتهب رياح باردة بشكل دائم من الجنوب والجنوب الشرقي، وتهطل أمطار خفيفة معظم اليوم، ويخفي الضباب الكثيف الجزر.
يرتفع متوسط درجة حرارة البحر والهواء خلال موسم الدفء (من كانون الأول وحتى أيار) إلى 25 درجة مئوية (77 درجة فهرنهايت)، لا توجد رياح على الإطلاق، وتهطل بعض الأمطار بشكل متقطع وأحيانًا تكون غزيرة، وتشرق الشمس.
يتغير الطقس مع زيادة الارتفاع في الجزر الكبيرة. تنخفض درجة الحرارة تدريجيًا مع الارتفاع، في حين يزداد هطول الأمطار بسبب تكاثف الرطوبة في السحب على المنحدرات. هناك اختلاف كبير في نسبة هطول الأمطار من مكان إلى آخر، لا تختلف فقط مع زيادة الارتفاع بل أيضًا حسب موقع الجزر وحسب المواسم.
يعتمد هطول الأمطار أيضًا على الموقع الجغرافي. قُدِّر معدل هطول الأمطار فوق محطة تشارلز داروين على الساحل الجنوبي لسانتا كروز خلال شهر آذار عام 1969 بـ 249.0 ملم (9.80 بوصة)، بينما كان معدل هطول الأمطار خلال نفس الشهر في جزيرة بالترا 137.6 ملم (5.42 بوصة). وذلك لأن جزيرة بالترا تقع خلف جزيرة سانتا كروز بالنسبة للرياح الجنوبية، لذا تتكاثف معظم الرطوبة على مرتفعات ساتتا كروز.
توجد أيضًا تغيرات كبيرة في هطول الأمطار من سنة إلى أخرى. قدر معدل هطول الأمطار في محطة تشارلز داروين خلال شهر آذار عام 1969 بـ 249.0 ملم (9.80 بوصة)، ولكن هطل خلال آذار عام 1970 نحو 1.2 ملم فقط (0.047 بوصة).
يؤثر نمط انتشار المرتفعات الرطبة والمنخفضات الجافة في الجزر الكبيرة على الحياة النباتية. تميل النباتات في المرتفعات إلى أن تكون خضراء ومورقة، مع وجود بعض الغابات الاستوائية. وتحوي الأراضي المنخفضة النباتات الصحراوية وشبه الصحراوية مع انتشار الشجيرات الشائكة والصبار، وتنتشر الصخور البركانية شبه العارية في أماكن أخرى.

## التاريخ

### العصر ما قبل الكولمبي
تشير القطع الفخارية وغيرها من القطع الأثرية في عدة مواقع على الجزر وفقًا لدراسة أجراها ثور هيردال وآرني سكولسولد في عام 1952 إلى الزيارات التي قامت بها شعوب أمريكا الجنوبية في العصر ما قبل الكولمبي. وجد العلماء ناي يعود لإمبراطورية الإنكا وأكثر من 130 قطعة من السيراميك والتي تم تحديد عمرها فيما بعد وكان قبل حضارة الإنكا. ومع ذلك لم يتم العثور على أي بقايا من قبور أو أبنية مما يشير إلى عدم حدوث استقرار دائم في هذه الجزر قبل وصول الإسبان في القرن السادس عشر. ليس من المعروف هوية أول من زاروا الجزر، لكنهم على الأرجح كانوا بحّارة أضلوا طريقهم أو أشخاص على متن قوارب صيد دفعهم البحر نحو الجزر. وغالبًا كان معظمهم غاضبين بسبب نقص المياه العذبة في الجزر. ادّعى المؤرخ الإسباني بيدرو سارمينتو دي غامبوا في عام 1572 أنَّ ثاني أباطرة الإنكا توبا إنكا يوبانكي قد زار الأرخبيل، لكن لا يوجد أي دليل يدعم ذلك، ويرى الكثير من الخبراء أنَّ ذلك أسطورة مستبعدة خاصة وأنَّ شعب الإنكا لم يكونوا بحارين.

### الرحلات الأوروبية
اكتشفت أوروبا جزر غالاباغوس عندما أبحر الأسقف الإسباني الرابع لبنما فراي توماس دي بيرلانغا إلى البيرو لحل نزاع بين فرانسيسكو بيزارو وعساكره. انحرفت سفينة دي بيرلانغا عن مسارها عندما توقفت الرياح، ووصلت مجموعته إلى الجزر في 10 آذار عام 1535.
ظهرت جزر غالاباغوس لأول مرة على خرائط جيراردوس ميركاتور وإبراهام أورتيليوس في عام 1570 تقريبًا. تم تسمية الجزر بـ (جزر السلحفاة) في إشارة إلى السلاحف العملاقة الموجودة هناك.
كان ريتشارد هوكينز أول قبطان إنجليزي يزور جزر غالاباغوس في عام 1593. وكان الأرخبيل حتى أوائل القرن التاسع عشر يستخدم في كثير من الأحيان كمخبأ من قبل قراصنة معظمهم من بريطانيا والذين هاجموا سفن إسبانية تنقل الذهب والفضة من أمريكا الجنوبية إلى إسبانيا.

## الجغرافيا الطبيعية
- المجموعة تتألف من 15 جزيرة رئيسية، و 3 جزر أصغر حجما، و 107 من الصخور والجزر الصغيرة.. بل هو أيضا فوق نقطة ساخنة، وهي المكان الذي يوجد فيه قشرة الأرض وسبق أن ذابت من أدناه إلى فوق، وخلق البراكين.
- يعتقد انها تشكلت في الفترة بين 5 و 10 مليون سنة مضت. أصغر الجزر إيزابيلا Fernandina، لا تزال في طور التكوين، مع ثوران البركان الأخيرة في نيسان / أبريل 2009. الكثير من الحمم البركانية في جزيرة Fernandina تدفقت على حد سواء تجاه جزيرة على الساحل وداخل المركز كالديرا.
- تتكون جزر غالاباجوس من قمم بركانية، وتغطي مساحة تقدر بحوالي 7,844كم². عُرفت تلك الجزر فيما مضى: بالجزر المسحورة. دفن القراصنة كنوزهم المسروقة هناك، وُيعد الناجون من السفن الغارقة تلك الجزر ملجأ لهم. أحياناً يُترك المتمردون هناك. كان يعيش في هذه الجزر 9,710 نسمة في عام 1990م، إلا أن التقديرات تشير إلى أن هذا الرقم قد تضاعف منذ ذلك الوقت. ويزور جزر غلاباجوس نحو 60,000 سائح سنوياً.
- تعيش في هذه الجزر الطيور والحيوانات الغريبة. ومن هذه الطيور والحيوانات، نوع نادر من الغاق (غراب البحر) لا يستطيع الطيران، وطائر البطريق الذي يشاع أنه لا يعيش إلا في أنتاركتيكا، وطائر الحاكي نوع غير معروف في أماكن أخرى. ويوجد بها سلاحف ضخمة تزن أكثر من 230 كجم. أطلقت الكلمة الأسبانية المرادفة لكلمة سلاجق، أي جلاباجوس، على الجزر.

وأكثر الحيوانات العجيبة في جزر الجلاباجوس السحالي التي تدعى الإجوانة، والتي تتميز بأنها تستطيع السباحة والغوص والبقاء تحت الماء حتى تبرد ولحوالي نصف ساعة ومن ثم تصعد على الصخور لتتدفى تحت أشعة الشمس وتعدّ من السحالي الوحيدة في العالم التي تسطتيع أن تسبح. ويزيد طول كثير منها على المتر. يوجد بها أيضاً بعض المخلوقات المألوفة، ومنها طيور البلشون (مالك الحزين) وطيور البحر التي تسمى الأطيش (الغبية)، وسرطانات البحر القرمزية التي تشبه الفصائل التي تعيش في المحيط الأطلسي. وفي سنة 1835م، قام تشارلز داروين بعمل دراسة عن الحيوانات الموجودة في الخمس عشرة جزيرة.
أكبر خمس جزر هي إيزابلا (البيمارلي)، وسانتا كروز (إندفاتيجابل)، وسان كريستوبال (تشاثام)، وفيرناندينا (ناربوره)، وسان سلفادور (جيمس). وفي عام 1942م سمحت الإكوادور لجنود الولايات المتحدة الأمريكية أن ينشئوا قاعدة على هذه الجزر لحراسة قناة بنما. وقد أعادت الولايات المتحدة هذه القاعدة للإكوادور عام 1946م، بعد انتهاء الحرب العالمية الثانية. أنشأت حكومة الإكوادور متنزه جلاباجوس الوطني عام 1959م لحماية البيئة هناك. كما أنشأت محمية .

## الجزر الرئيسية
- 15 الجزر الرئيسية (مع وجود جزر مساحتها أكبر من واحد كيلومتر مربع) (مع أسمائها الفرنسية) تبين حسب الترتيب الأبجدي:
- جزيرة بالترا (جنوب سيمور): وتعرف أيضا باسم جنوب سيمور ، وهي جزيرة صغيرة تقع بالقرب من شقة في وسط جزر غالاباغوس. و تم إنشاؤها بواسطة الرفع الجيولوجي. هي جزيرة قاحلة جدا، ويتكون الغطاء النباتي من شجيرات القطف والملح والصبار وأشجار الكمثرى سانتو بالو.

قبل 1986 كان يوجد مطار وحيد في هذه الجزر وكان يتواجد في جزيرة بالترا. ويتواجد بالجزيرة حيوانات الأغوانة التي أعيدت بعد انقراضها في هذه الجزيرة.
- بارتولومي: هي جزيرة بركانية قبالة الساحل الشرقي لجزيرة سانتياغو في مجموعة جزر غالاباغوس. إنها واحدة من أصغر جزر غالاباغوس سنا في الأرخبيل. هذه الجزيرة، التي سميت باسم صديق عالم الطبيعة والحياة تشارلز داروين، سيدي بارثولوميو جيمس، الذي كان برتبة ملازم على متن سفينة بيغل.
- داروين: هذه الجزيرة سميت باسم العالم تشارلز داروين. وتبلغ مساحتها 1.1 كيلومتر مربع والحد الأقصى لارتفاع 168 مترا. هنا تعيش فقمة الفراء وإغوانة البحرية وخطافية الذيل النوارس وأسود البحر والحيتان والسلاحف البحرية، والأحمر القدمين ونازكا.

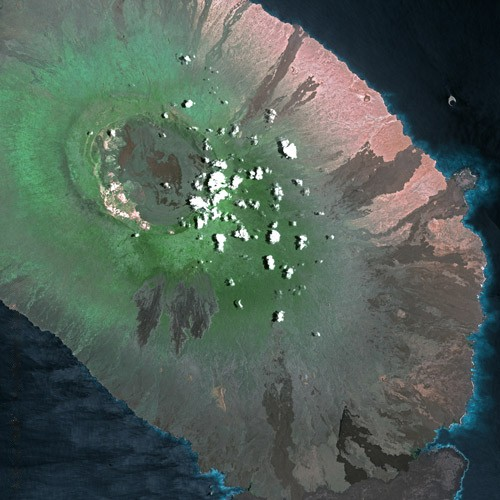
إحدى جزر جالاباجوس

- إسبانيولا (هود): اسمها أعطيت تكريما لإسبانيا. ومن المعروف أيضا باسم هود الفيكونت صموئيل هود. وتبلغ مساحتها 60 كيلومترا مربعا والحد الأقصى لارتفاع 206 مترا. وهي الأقدم حوالي 3.5 مليون سنة جنوب السلسلة، لديها ععد كبير من الحيوانات وهي منعزلة عن باقي الجزر.

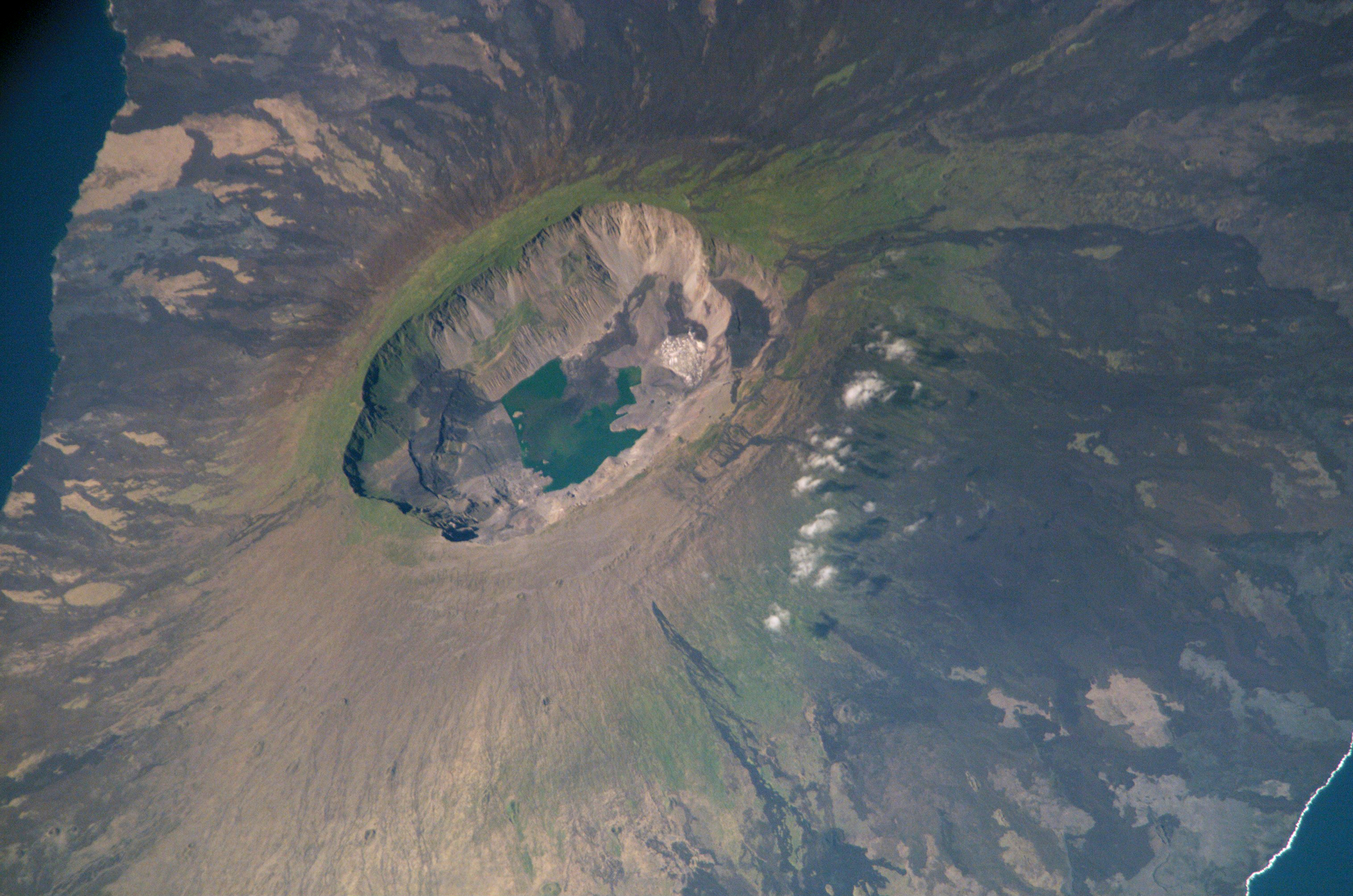
جزيرة فرناندينا

- فرناندينا : اسم أعطيت تكريما لفرديناند الثاني ملك أراغون، الذي رعى رحلة كولومبوس. فرناندينا تبلغ مساحتها 642 كيلومترا مربعا والحد الأقصى لارتفاع 1.494 متر. هذه هي أصغر وتوجد غرب سلسلة. في 13 مايو عام 2005، حدث ما يميزها وهو البركان الذي حدث بعد ثورة قوية، بدأت العملية في هذه الجزيرة عند الرماد وارتفعت سحابة من بخار الماء إلى ارتفاع 7 كيلومترات وسقطت كأمطار على قمته. الإيغوانات، طائر الغاق الشهير يسكن هذه الجزيرة، وأيضا البطاريق، البجع وأسود البحر وفيرة. هناك أنواع مختلفة من تدفق الحمم البركانية.
- فلوريانا (تشارلز أو سانتا ماريا) : جزيرة كانت اسمها خوان خوسيه فلوريس، أول رئيس للإكوادور، الذي في عهد حكومة الإكوادور استولى على الأرخبيل.. وتبلغ مساحتها 173 كيلومتر مربع وعلى ارتفاع 640 متر كحد أقصى. إنها واحدة من الجزر الذي تاريخها أكثر إثارة للاهتمام الإنسان وواحدة من أقرب إلى أن تكون مأهولة بطيور النحام والسلاحف البحرية الخضراء التي تعشش (من ديسمبر حتى أيار / مايو) في هذه الجزيرة. ويدور عليها حيد مرجاني.
- جينوفيسا (البرج) : اسمها مشتق من مدينة جنوة الإيطالية حيث كولومبوس ولد. وتبلغ مساحتها 14 كيلومتر مربع والحد الأقصى لارتفاع 76 مترا. هذه الجزيرة هي التي شكلتها الحافة المتبقية من حفرة كبيرة غمرتها المياه. ولقبت «جزيرة الطيور» بسبب خليج النوارس الذي يتواجد فيه طائر النورس، يمكن أن ينظر إلى هذه الأنواع فقط ليلية من النورس في العالم.

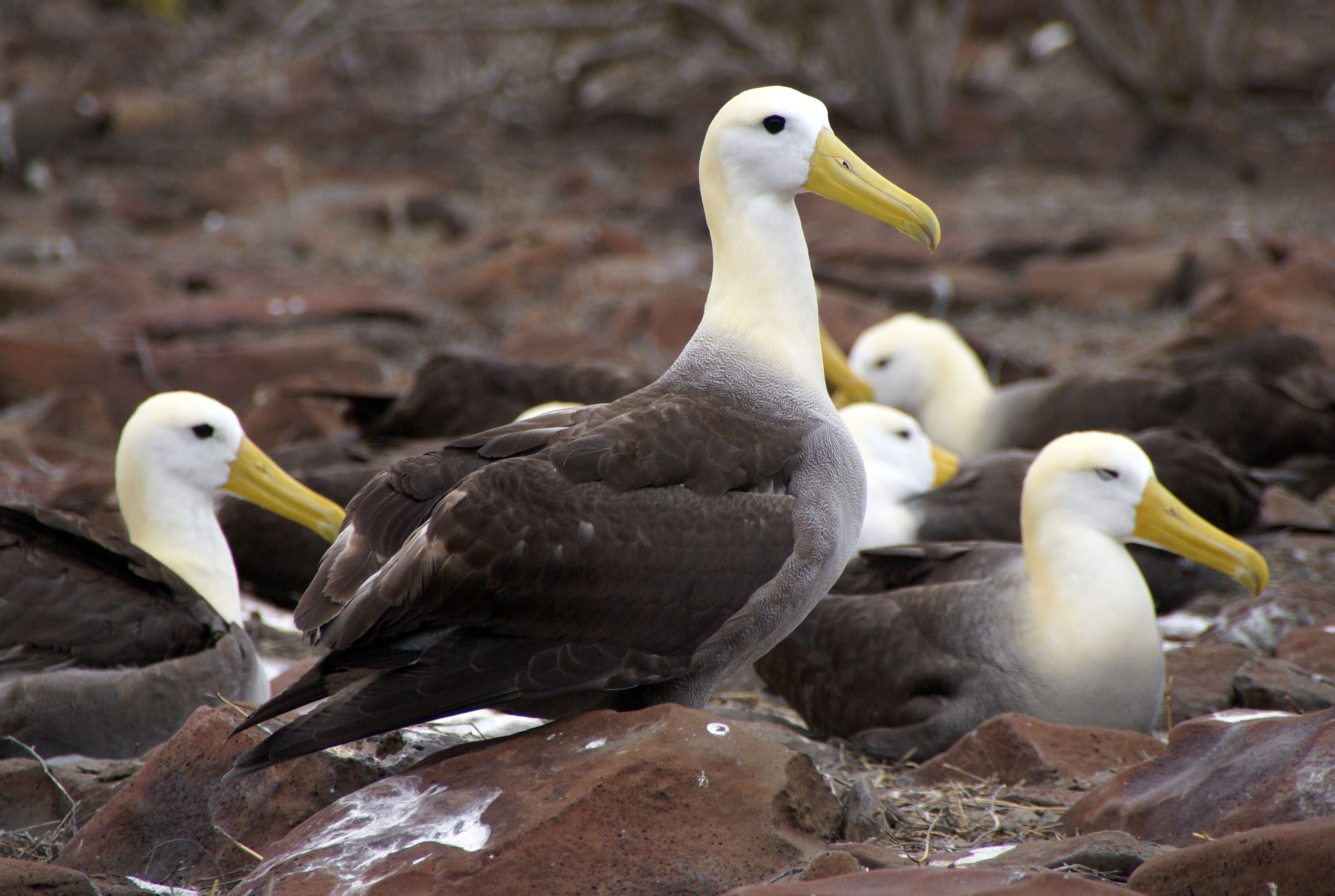
طائر القطرس أسود الذيل

- إيزابيلا (البامارل) : هذه الجزيرة كان اسمها على شرف الملكة إيزابيلا. وتبلغ مساحتها 4.640 كيلومتر مربع، هي أكبر جزيرة من جزر غالاباغوس. إلى أعلى نقطة وهي البركان وولف على ارتفاع 1.707 متر (5,600 قدم). الجزيرة شكلها كوجه فرس النهر هو نتاج دمج ستة براكين كبيرة إلى يابسة واحدة. على هذه الجزيرة توجد البطاريق، الإيغوانات، البجع والسرطانات وفيرة وهناك قرية في الجنوب الشرقي لي الجزيرة اسمها بويرتو فيلاميل
- مارشينا (Bindloe) : سميت باسم فراي أنطونيو مارشينا. تبلغ مساحتها 130 كيلومترا مربعا وعلى ارتفاع 343 متر كحد أقصى. تتواجد صقور وأسود البحر التي تسكن هذه الجزيرة، وأنها تعد موطنا السحلية الحمم.
- شمال سيمور : اسمها أعطيت بعد عام إلى نبيل يدعى اللورد هيو سيمور. وتبلغ مساحتها 1.9 كيلومتر مربع وأقصى ارتفاع 28 مترا. هذه الجزيرة هي موطن لعدد كبير من النوارس. وتستضيف واحدة من أكبر تجمعات للطيور الفرقاطة. إنها تشكلت من الرفع الجيولوجي.

وجزر غير مشهورة صغيرة.

## اقرأ أيضا
- الحيد المرجاني العظيم
- شبه جزيرة فالديه

## وصلات خارجية
- جزر غالاباغوس - الجنة الحبيسة
- جيولوجيا غالاباغوس (معلومات عامة) (بالإنجليزية)